# Herobrine
Herobrine é uma lenda urbana e creepypasta do vídeo-jogo Minecraft. Ele é frequentemente representado como uma versão da personagem de Minecraft Steve, mas com olhos brancos em que faltam as pupilas, e cujo comportamento primariamente envolve destruir o mundo do jogadores. A história originou de uma publicação anónima no /v/ do 4chan em 2010, onde o autor relatou ter encontrado uma figura estranha num mundo de single-player, seguido de as suas mensagens serem apagadas quando tentava falar com outros jogadores sobre o que viu. A história ficou ainda mais popular depois dos livestreamers Copeland e Patimuss criarem as suas próprias versões.
Herobrine tornou-se uma parte popular da cultura online envolvendo o Minecraft, como também efetivamente um meme. Interesse na personagem inspirou muitos outros a criar as suas próprias histórias e alegados avistamentos centrados à volta de Herobrine, como também criar mods de Minecraft que o adicionam ao jogo. Interesse na personagem continuou até ao presente, levando à redescoberta de mídia posteriormente perdida relacionada aos avistamentos originais. Herobrine tem sido considerado uma das lendas mais notáveis em vídeo-jogos, com a sua popularidade levando-o a classificar-se numa votação do Guinness World Records de melhores vilões de vídeo-jogos apesar de nunca realmente existir dentro do Minecraft. A personagem foi referida várias vezes pelos desenvolvedores de Minecraft.

## Origens e características
Em 2010, durante a fase alfa de desenvolvimento do jogo, uma publicação anónima foi feita no /v/ do 4chan, onde o autor alegava ter encontrado uma entidade misteriosa enquanto jogava. A publicação alegava que pouco depois de começar um novo mundo, o autor viu o que achava ser uma vaca à distância, quando se aproximou para a matar. Ao se aproximar, ele na verdade viu uma segunda personagem com olhos brancos a olhar para ele do nevoeiro antes de desaparecer. Depois do encontro, o autor notou várias estruturas estranhas que não criou. Ele alegou que enquanto tentava contactar outros jogadores sobre o evento, eles descobriu que as suas publicações foram removidas, eventualmente recebendo uma mensagem de um usuário chamado "Herobrine" que simplesmente dizia "para". O post anónimo alegava que outros jogadores o informaram que Herobrine era o alias do irmão de Notch, o criador de Minecraft. A publicação do 4chan alegava que Notch disse, em resposta às perguntas sobre se ele tinha um irmão, "eu tinha, mas ele já não está entre nós."
À volta do mesmo tempo, outra publicação anónima do 4chan falava sobre outra entidade que o autor teria encontrado numa caverna depois de ouvir o disco "13" da música do jogo, que também tinha olhos brancos que espreitavam pelo nevoeiro. Este encontro foi simplesmente chamado de "Olhos Brancos", e acreditava-se estar relacionado ao Herobrine. Pouco depois das histórias originais serem publicadas, os livestreamers Copeland, que viu e deu gosto nas publicações originais, e Patimuss, encenaram encontros com Herobrine. Na transmissão de Copeland, ele jogou num mundo de sobrevivência com um pacote de textura personalizado por duas horas enquanto trabalhava numa casa. Depois de entrar num quarto que estava a planear mobilar, ele viu Herobrine a olhar para ele e rapidamente saiu da casa  e do jogo, antes de acabar a transmissão. Este encontro foi criado por Copeland ao modificar as texturas do jogo para fazer Herobrine aparecer. Depois, os espectadores foram redirecionados para um GIF que mostrava Herobrine com olhos realistas a mover-se. Na transmissão de Patimuss, ele encontrou Herobrine a andar em lava enquanto jogava, antes de fechar o jogo.
Depois da transmissão de Copeland, ele alegou que o seu computador travou quando tentou voltar a fazer uma transmissão. Ele partilhou uma página web com o título "ele.html". A página continha um GIF de Steve, a pele padrão de Minecraft, com os seus olhos pixelados substituídos por olhos realistas a mover-se, como também texto no fundo falando de como o leitor estava a "viver num mundo de fantasia dentro da sua mente" e precisava de "acordar". Isto deu a Herobrine a alcunha adicional de "ELE". Depois destas transmissões, a popularidade de Herobrine espalhou-se pela comunidade de Minecraft, com pessoas a criarem os seus alegados avistamentos, como também desenvolvendo mods de Minecraft para adicionar a personagem ao jogo. A maioria dos alegados avistamentos de Herobrine era acompanhado por anotações de texto vermelho e música sinistra. Em histórias e mods centrados à volta de Herobrine, ele é tipicamente convocado pela criação de uma estrutura feita de ouro e outros materiais. Os seus traços mais comuns incluem construir estruturas anormais e causar destruição, como cavar túneis aleatórios pelo mundo e remover folhas das árvores. Por vezes, a personagem é representada como apenas um par de olhos brancos sem forma física.

## Receção e legado

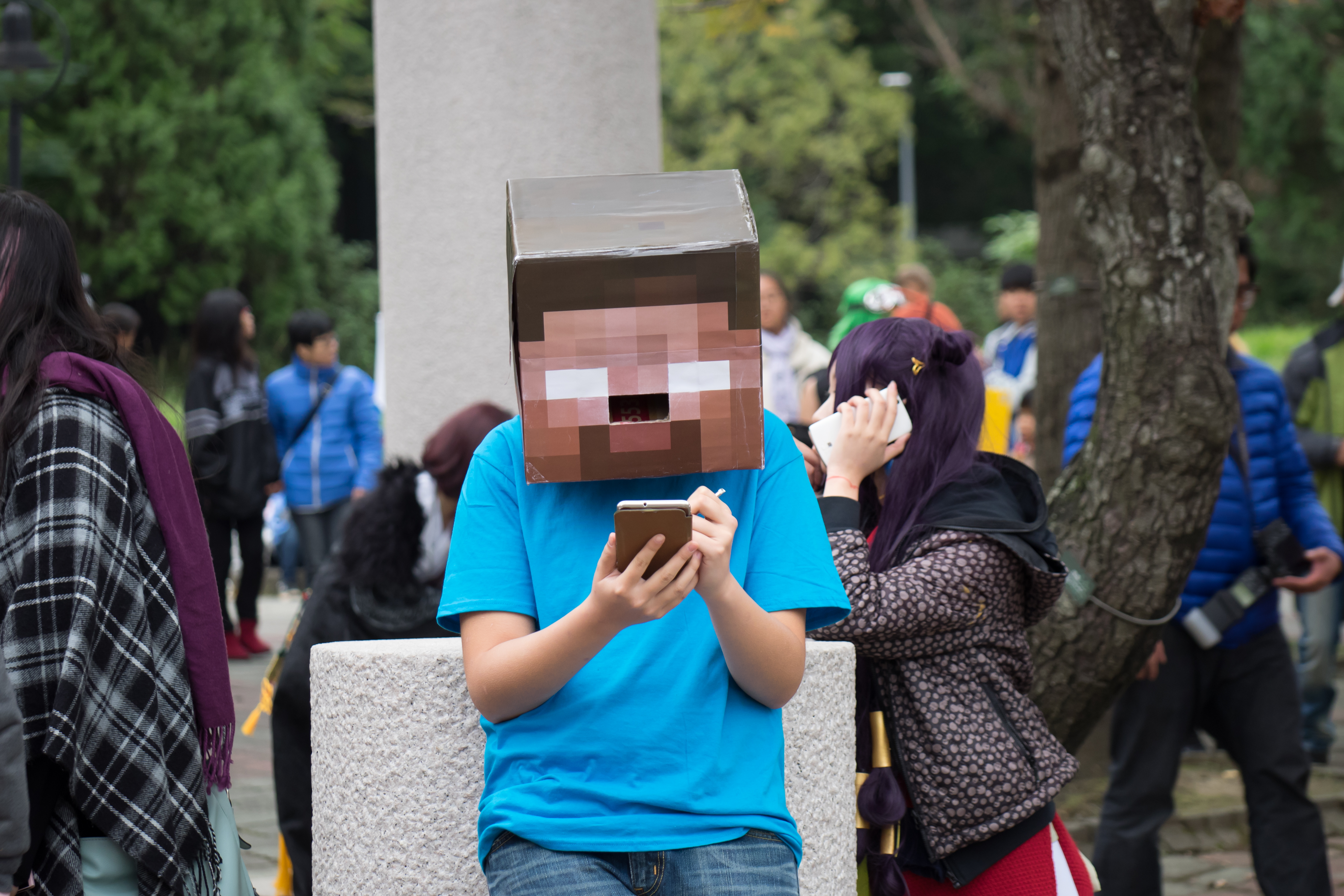
Um cosplayer a usar uma máscara de Herobrine

Herobrine ganhou larga popularidade nos anos 2010s, tornando-se uma parte notável da comunidade e um meme. Várias outras creepypastas de Minecraft foram criadas por fãs, como a Entidade 303, embora nenhuma tivesse os mesmos níveis de notoriedade de Herobrine. A escritora Nadia Oxford da VG247 descreveu Herobrine como uma das melhores criações de fãs, e o escritor Paul Dean da IGN escreveu que Herobrine era o "exemplo mais popular de um assombramento num jogo". Lauren Morton da PC Gamer escreveu que, apesar de Herobrine nunca ter realmente existido, a personagem "vive nas mentes de muitos jogadores de Minecraft" que estavam interessados nele quando eram mais novos. Gabriel Menotti citou Herobrine como um exemplo de como gravações geradas por usuários para vídeo-jogos podem mudar as imaginações dos jogadores, e ver o jogo para além do seu alcance original.
Alguns jogadores acreditavam que Herobrine era real apesar da personagem nunca existir realmente, o que fez com que funcionários da Mojang comentassem sobre a personagem. Notch em particular negou a existência de Herobrine várias vezes, e tweetou que ele nunca teve um irmão em 2011. Apesar disto, a Mojang fez várias referências a Herobrine; em várias versões de Minecraft, os registos das atualizações incluíram o termo "Removemos Herobrine" como uma piada. "Nós não costumamos falar de Herobrine", disse Jens "Jeb" Bergensten, o designer principal de Minecraft, ao G1. "É um mistério [...] E nós ainda não confirmámos se é verdadeiro ou falso." A diretora Agnes Larsson adicionou que uma criatura no jogo chamada o Vigilante inspira-se nos "mitos" de horror da comunidade. No Um Filme Minecraft (2025), uma adaptação cinematográfica de Minecraft, uma cena mostra Steve (representado por Jack Black) com olhos brancos a brilhar. A cena foi largamente interpretada pelos fãs como uma referência a Herobrine, embora o diretor criativo Torfi Frans Olafsson tenha afirmado que os olhos brancos eram na verdade uma falha de efeitos visuais que foi deixada por restrições de tempo. Vários viram isto como uma coincidência irónica devido à natureza de Herobrine como uma figura que assombra o jogo e não existe realmente.
Em 2013, Herobrine ficou em 46º lugar numa votação para o Top 50 de Vilões de Vídeo-Jogos de Todo o Tempo, que foi organizado pelo Guinness World Records. Livros feitos por fãs baseados em Herobrine já foram publicados, como A Lenda de Herobrine. Em 2021, interesse continuado na história resultou na seed do mundo do avistamento original de Herobrine ser encontrada por um grupo de jogadores conhecidos como o projeto Minecraft@Home. Similarmente, em 2020, um jogador de Minecraft conhecido como Enderboss25 ganhou contacto com Copeland para conseguir recuperar a filmagem da transmissão original que causou a popularidade de Herobrine. Enquanto que a gravação original se tinha perdido, o ficheiro original do jogo foi recuperado, e uma recriação da transmissão foi feita num esforço conjunto de ambos. Em julho de 2024, a transmissão original foi publicada no Youtube pelo usuário brutallillfjomp, que tinha guardado a transmissão em 2010 e não tinha consciência que era considerada perdida até ver um vídeo sobre ela no dia anterior.